# Chiếc gương kỳ diệu
Mirror, Mirror là phim truyền hình được sản xuất bởi Australia và New Zealand. Là một câu chuyện xuyên suốt trong 20 tập, phim kể về vấn đề du hành vượt thời gian và các nghịch lý hết sức thú vị. Với góc nhìn của các cô cậu tuổi mới lớn và góc tiếp cận mang màu sắc huyền bí, câu chuyện thực sự lôi cuốn người xem. Phim từng được phát sóng trên HTV9 với tên tiếng Việt là "Chiêc Gương Kỳ Diệu".

## Diễn viên
- Petra Jared trong vai Jo (Josephine) Tiegan
- Michala Banas trong vai Louisa Iredale
- Nicholas Hooper trong vai Nicholas
- Peter Bensley trong vai Andrew Tiegan
- Judith McIntosh trong vai Catherine Guthrie Tiegan
- Michele Amas trong vai Primrose Iredale
- Gerald Bryan trong vai Joshua Iredale
- James Ashcroft trong vai Tama Williams
- Jeffrey Walker trong vai Royce Tiegan
- Jason Gascoigne trong vai Titus Iredale
- Nicholas Hammond trong vai Sir Ivor Creevy-Thorne

## Tóm tắt nội dung
Chuyện bắt đầu khi cô bé Jo Tiegan 14 tuổi cùng đi mua sắm với ba cô vào một ngày của năm 1995, cô bị gây chú ý bởi một cửa hàng bán đồ cũ, nơi mà như có động lực thôi thúc cô bước vào. Tại đây, cô nhìn thấy một chiếc gương tuyệt đẹp. Ông chủ của cửa tiệm quyết định tặng nó cho cô với một lời dặn dò:" Chiếc gương này là dành cho cháu". Jo rất vui và mang đặt chiếc gương trong phòng ngủ của mình. Đêm đó, Jo rất ngạc nhiên khi nhìn thấy một hình ảnh không phải là của mình trong gương mà là của một cô gái khác, và có một đều chắc chắc rằng, dường như cô gái khi cũng nhìn thấy được Jo. Cô gái kia là Louisa Iredale (cũng 14 tuổi). Louisa tự giới thiệu mình bằng cách viết tên mình lên một quyển sách và cho Jo đọc. Tuy nhiên khi Jo cố viết tên cô bằng một cây bút lên tấm gương thì bất ngờ cây bút bị mất hút vào trong tấm gương. Bằng một cách hết sức bí ẩn và tình cờ, Jo phát hiện mình đã bị đẫy vào trong tấm gương và đến với phòng ngủ của Louisa vào năm 1919. Hai người bắt đầu khám phá ra cách di chuyển qua lại giữa hai khoảng thời gian của nhau bằng chiếc gương. Chiếc gương cho phép họ đi qua bất cứ khi nào họ muốn nhưng với điều kiện nó phải được đặt chính xác ở cùng một vị trí và góc độ ở 2 thời điểm khác nhau (cụ thể ở đây là năm 1995 và 1919).
Louisa và Jo cùng sống trong một biệt thự, cùng có một căn phòng ngủ, nhưng là của hai mốc thời gian khác nhau, một là vào năm 1919, còn lại Jo thì ở năm 1995. Hai người nhanh chóng trở thành bạn tốt của nhau và có những cuộc phiêu lưu thú vị.
Tại thời điểm năm 1919, trong một cuộc phiêu lưu của mình họ tình cờ gặp Nicholas, một cậu bé đến từ Nga nhưng phải chịu sự quản lý hết sức chặt chẽ của Sir Ivor Creevy-Thorne trong vai một người quản gia. Nicolas cố trốn khỏi sự giám sát của ông, tình cờ Nicolas nhìn thấy quyển sách của Jo. Sau khi đọc sách, anh tiết lộ mình chính là người được đề cập trong sách. Anh là con trai của Sa Hoàng Alexei Nikolaevich, và người tự nhận là quản gia thực ra là kẻ muốn bán cậu và cắt đứt mọi liên lạc với gia đình cậu ở Nga.

## Sách
Louisa Iredale có một quyển sách của Lewis Carroll Through the Looking-Glass ở trong phòng ngủ của mình. Đây là một cách để ẩn dụ về truyện của Lewis Carroll, nơi mà có một cô gái đi xuyên qua một tấm gương, đếm một thế giới khác, và có những chuyến phiêu lưu kỳ thú.

## Phần tiếp theo
Tiếp nối thành công của phần đầu tiên, phần thứ hai của loạt phim được sản xuất gồm 26 tập vào năm 1997. Với một câu chuyện hoàn toàn mới, các tuyến nhân vật mới, có tựa đề " Mirror, Mirror II".
Sự giống nhau duy nhất giữa hai phần là sự hiện diện của chiếc gương thần kỳ có khả năng mở ra cánh cổng thời gian. Tuy nhiên các quy tắc cho các thuộc tính thần bí của chiếc gương là hoàn toàn khác nhau. Ví dụ, trong "Chiếc Gương Kỳ Diệu", gương chỉ cho phép trẻ em đi xuyên qua, và người lớn thì không thể. Trong khi trong "Chiếc Gương Kỳ Diệu II", bất cứ ai cũng có thể đi qua gương, kể cả người lớn.